# Thiazide

Benzothiadiazine, cấu trúc mẹ của lớp phân tử này

Clorothiazide, thuốc thiazide đầu tiên

Thiazide (/ˈθaɪəzaɪd/) là một loại phân tử  và một lớp các thuốc lợi tiểu  thường được sử dụng để điều trị tăng huyết áp (huyết áp cao) và phù nề (như rằng do suy tim, suy gan, hoặc suy thận).
Các thuốc lợi tiểu thiazide và thiazide làm giảm nguy cơ tử vong, đột quỵ, đau tim và suy tim do tăng huyết áp. Nhóm này được phát hiện và phát triển tại Merck and Co. vào những năm 1950, và loại thuốc được phê duyệt đầu tiên của nhóm này, chlorothiazide, được bán trên thị trường dưới tên thương mại Diuril bắt đầu vào năm 1958. Ở hầu hết các quốc gia, thiazide là loại thuốc hạ huyết áp ít tốn kém nhất hiện có.

## Sử dụng trong y tế

### Tăng huyết áp
Về hiệu quả trong điều trị tăng huyết áp, một tổng quan hệ thống của Hợp tác Cochrane đã phát hiện:
- Chlorthalidone làm giảm huyết áp tâm thu và tâm trương 12,0 / 4,0 mmHg và việc giảm không liên quan đến liều khi thử nghiệm ở một phạm vi liều từ 12,5 mg đến 75 mg / ngày.
- Tác dụng của hydrochlorothiazide liên quan đến liều và ở liều tối đa là 50 mg/ngày, mức giảm là 11/5 mmHg.

Các thuốc lợi tiểu giống thiazide và thiazide đã được sử dụng liên tục kể từ khi được giới thiệu vào năm 1958. Chúng "vẫn là nền tảng trong việc quản lý tăng huyết áp trong hơn nửa thế kỷ kể từ khi được giới thiệu [... ] Rất ít thuốc được sử dụng để điều trị bất kỳ bệnh nào có thể tự hào về sức mạnh bền bỉ như vậy, đây là một minh chứng cho cả tính hiệu quả và an toàn của các hợp chất này. " 
Một số hướng dẫn thực hành lâm sàng đề cập đến việc sử dụng thiazide. Chúng là phương pháp điều trị đầu tay được khuyến nghị tại Hoa Kỳ (JNC VIII)  hướng dẫn điều trị tăng huyết áp và điều trị được đề nghị theo hướng dẫn của Châu Âu (ESC / ESH) . Tuy nhiên, hướng dẫn của Viện Y tế và Xuất sắc lâm sàng (NICE) năm 2011 của Vương quốc Anh gần đây về quản lý tăng huyết áp nguyên phát ở người trưởng thành (CG127)  khuyến cáo sử dụng thuốc ức chế men chuyển angiotensin (ACE) hoặc thuốc chẹn kênh calci (CCBs) như là chất hàng đầu trong việc chữa trị bệnh tăng huyết áp và khuyên rằng thuốc lợi tiểu giống thiazide chỉ nên được sử dụng đầu tiên nếu ACEis hoặc CCB không phù hợp hoặc nếu bệnh nhân bị phù hoặc có nguy cơ cao bị suy tim. Thiazide cũng đã được thay thế bằng các chất ức chế men chuyển angiotensin (ACE) ở Úc do xu hướng tăng nguy cơ mắc bệnh tiểu đường loại 2.